# Tetracloreto de molibdênio(IV)
Tetracloreto de molibdênio(IV) é um composto inorgânico de fórmula química MoCl4.
Pode ser preparado pela retirada de cloreto da molécula de pentacloreto de molibdênio usando tetracloroeteno:
2 MoCl5  +  C2Cl4   →  2 MoCl4  +  C2Cl6